# 南圩镇
南圩镇，是中华人民共和国广西壮族自治区南宁市隆安縣下辖的一个乡镇级行政单位。

## 行政区划
南圩镇下辖以下地区：
南圩社区、百朝社区、光明村、三宝村、大同村、望朝村、南兴村、多林村、四联村、邦宁村、古信村、灵利村、连安村、万朗村、联造村、那湾村、西安村、爱华村、銮正村和联伍村。